# Corso Porta Nuova
Corso Porta Nuova è una delle strade principali del centro di Verona.

## Il nome
Corso Porta Nuova è un ampio rettilineo che collega i Portoni della Bra alla Porta Nuova e più ampiamente il cuore della città con la stazione ferroviaria e la Fiera Internazionale. Originariamente venne chiamato stradone Porta Nuova, poi nel 1867 con l'annessione di Verona al Regno d'Italia rinominato corso Vittorio Emanuele II. Durante la Repubblica Sociale Italiana (1943-45) venne ridenominato corso Cangrande. Infine, dopo la liberazione tornò a chiamarsi Corso Porta Nuova.

## Storia

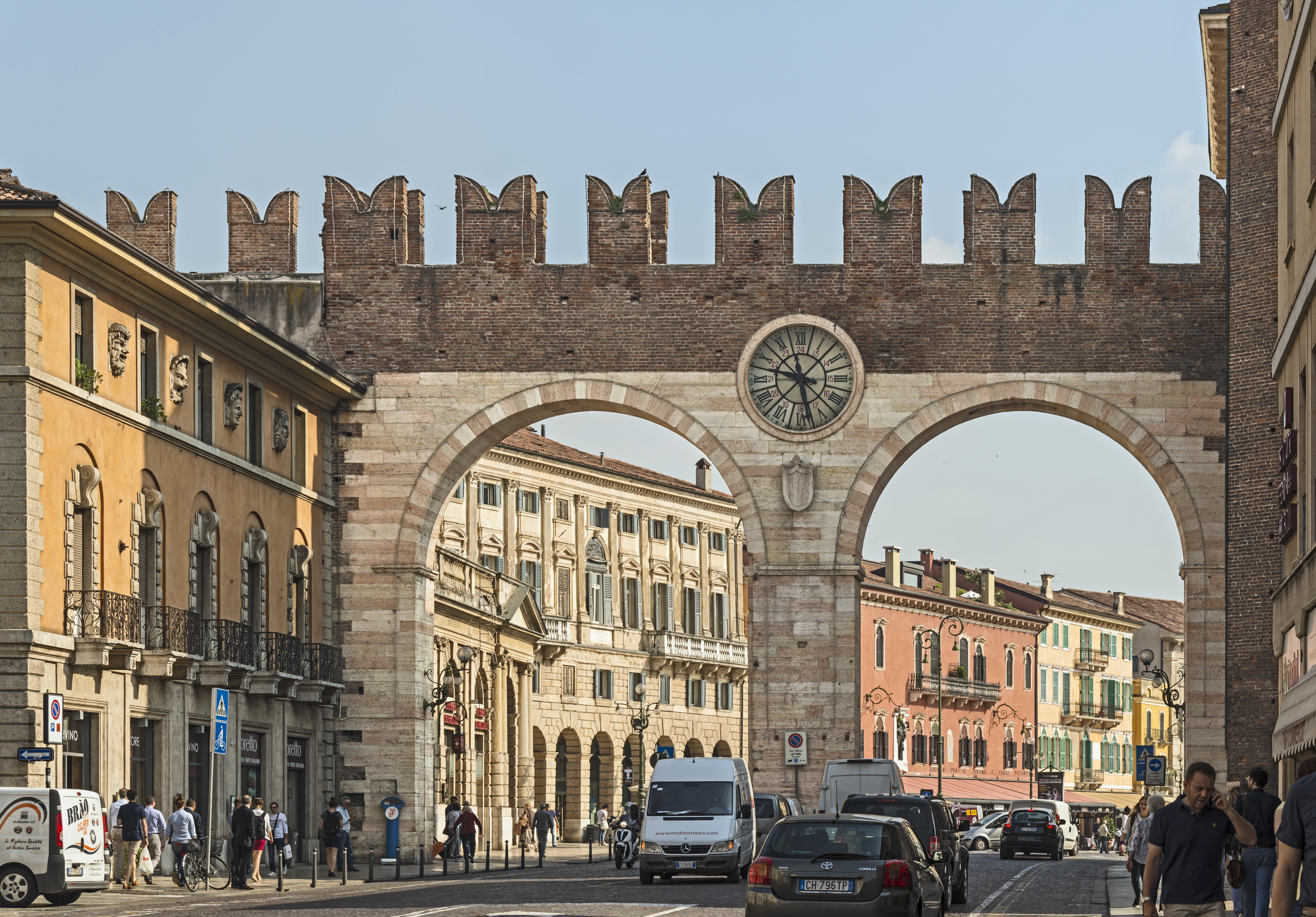
Portoni della Brà, tratto finale di Corso Porta Nuova con cui inizia Piazza Bra

La strada ha origine come tortuosa via che costeggiava il fossato delle mura di cinta occidentali della cittadella viscontea, sistema di fortificazioni realizzate a partire dalla conquista della città (1387) da parte di Gian Galeazzo Visconti a sud delle mura comunali e completato solo successivamente dai veneziani, che occuparono definitivamente Verona nel 1405.
Nel Cinquecento la Serenissima vara, su progetto dell'architetto veronese Michele Sanmicheli un progetto per il rafforzamento delle opere difensive di Verona, che comprende una nuova cinta muraria e porte d'accesso, fra cui quella denominata Nuova, da cui prenderà nome la strada, al tempo ancora poco più che un sentiero fra i campi. Nel 1532 viene iniziata la costruzione della Porta, completata in otto anni e contemporaneamente vennero abbattute le ormai superflue fortificazioni viscontee; a questo periodo risale probabilmente anche la ristrutturazione dei Portoni della Bra con la realizzazione della seconda apertura e l'ingrandimento della prima verso la Torre Pentagona, fino ad allora detta Porta della Braida. Bisogna però attendere oltre un secolo, verso la metà del Seicento, per assistere all'edificazione di un edificio degno di questo nome lungo il suo percorso, rappresentato dalla chiesa di Sant'Antonio ai Riformati, poco oltre quello che è oggi il vicolo Sorte, successivamente a esso venne annesso un grande complesso conventuale in posizione arretrata rispetto alla chiesa, oggi del tutto scomparso.
È però solo nella seconda metà del Settecento, con lo sviluppo della città, che l'amministrazione veneziana decide di dare impulso all'arteria e ne finanzia la sistemazione. Nel 1768 la strada venne spianata e allargata, liberata da materiali di risulta e finalmente integrata nel tessuto urbano. Di lì a poco però i lavori s'interruppero a causa della caduta della Repubblica di Venezia (1797) e perciò la ripresa dei lavori avvenne solo a metà dell'Ottocento, grazie agli austriaci, che completarono la pavimentazione dei marciapiedi in marmo locale, trasformando di fatto il corso nella principale via d'accesso alla città, specialmente a seguito della realizzazione della prima stazione ferroviaria di Porta Nuova (1852). Purtroppo un nuovo stop ai lavori fu imposto dal passaggio al Regno d'Italia (1867), che tuttavia ben presto diede la spinta finale per completare la pavimentazione ad acciottolato con doppie lische di trachite per il transito dei veicoli a trazione animale (1878). Quattro anni prima nel 1874 era stata elevata la statua dedicata all'architetto Sanmicheli con la conseguente sistemazione dei Giardini Pradaval.
L'aspetto del Corso, contornato da costruzioni al massimo di tre piani fuori terra, non doveva variare fino alla conclusione della prima guerra mondiale, quando l'amministrazione cittadina decise di piantumare due file di lecci nel bordo estremo dei marciapiedi verso la strada: nel decennio successivo, visto l'aumentato traffico veicolare, fu realizzato il largo spartitraffico centrale sistemato inizialmente ad aiuole, con corsie trasversali per l'inversione di marcia.
Importanti trasformazioni furono compiute in epoca fascista con la realizzazione del Palazzo dell'INA nel 1937 e quello della Gioventù del Littorio (GIL) inaugurato nel 1939 assieme all'apertura della neonata Via Locatelli.
La seconda guerra mondiale provocò seri danni a molti edifici che s'affacciavano sul corso, in particolare sul lato occidentale e verso la Porta Nuova, oltre a quelli gravissimi inferti alla stazione ferroviaria, che venne quasi completamente distrutta. Gran parte di essi dovettero essere abbattuti e ricostruiti, fra cui quello della GIL, In luogo del quale è stata eretto nel 1967 il palazzo della Camera di Commercio.